# Spominski muzej mučenikov "Rdečega terorja"
Spominski muzej mučenikov "Rdečega terorja" je spominski muzej v mestu Adis Abeba, ki je bil ustanovljen leta 2010. Muzej služi kot spomenik in je posvečen v spomin vsem žrtvam, ki so umrle v etiopskem rdečem terorju, ki ga je izvajala vlada diktatorja Mengista Marjama. Muzej ima razstavljena lobanje in kosti žrtev, krste, krvava oblačila in fotografije žrtev ter orodja in pripomočke, ki so se uporabljali za mučenje. Na brezplačnih ogledih muzeja vodniki opisujejo zgodovino, ki je vodila do etiopskega rdečega terorja (od praznovanja 80. rojstnega dneva Haileja Selassieja), dejanja proti državljanom, ki so nasprotovali Mengistujevi derški vladi, kako so ravnali z zaporniki in kako so ljudje na skrivaj komunicirali med seboj.
Muzej prikazuje tudi slikovno zgodovino etiopskega rdečega terorja.